# Iron Pot
Iron Pot är en ö i Australien. Den ligger i delstaten Tasmanien, i den sydöstra delen av landet, omkring 21 kilometer söder om delstatshuvudstaden Hobart.
Genomsnittlig årsnederbörd är 920 millimeter. Den regnigaste månaden är juli, med i genomsnitt 114 mm nederbörd, och den torraste är februari, med 49 mm nederbörd.